# Hokstrup
Hokstrup (dansk) eller Hoxtrup (tysk) er en landsby beliggende sydvest for sognebyen Fjolde ved sammenløb af Arlåen og Egstok Å (Eckstockau) på midtsletten i Sydslesvig. Administrativt hører landsbyen under Fjolde kommune i Nordfrislands kreds i den nordtyske delstat Slesvig-Holsten. I kirkelig henseende hører Hokstrup til Fjolde Sogn. Sognet lå i Nørre Gøs Herred (indtil 1785: Flensborg Amt, derefter: Bredsted Amt, Sønderjylland), da området tilhørte Danmark. 
Hokstrup er første gang nævnt 1478. Forleddet er sandsynligvis gen. af mandsnavn glda. *Hokk, en sideform til Hokki, som indgår i det nordslesvigske landsbynavn Hokkerup. Navnet er sandsynligvis af frisisk oprindelse. Efterleddet er oprindeligt -torp. Jorderne i omegnen er sandmuldede. Kragelund-Hokstrup dannede i den danske tid en biskole til Fjolde Skole, skolesproget var dansk i årene før 1864. På Arlåens modsatte bred i øst ligger nabobyen Højfjolde (tilhørende Svesing Sogn).